# Arthur Sampson Napier
Arthur Sampson Napier (geboren am 30. August 1853 in Wilmslow, Grafschaft Cheshire; gestorben am 10. Mai 1916 in Headington) war ein britischer Philologe.

## Leben
Napier war das älteste von neun Kindern des Baumwollspinners George (Webster oder William) Napier (Esq.; † 1884) und dessen Frau Martha (geborene Bridgwood), einer Tochter des Porzellan- und Erdwarenherstellers Sampson Bridgwood († 1876). Seine Mutter leitete von 1876 bis 1879 gemeinsam mit ihrer Schwester Mary Walker die Manufaktur Sampson Bridgwood & Son in Longton, wo von 1880 bis 1882 auch sein Cousin George Edward Walker Miteigentümer war. Er wurde zunächst an einer Privatschule unterrichtet, bezog 1865 das Gymnasium in Rugby, wurde am 30. April 1867 im Alter von 14 Jahren an der Rugby School aufgenommen und besuchte ab 1871 das Owens College in Manchester, um dort Chemie zu studieren. 1873 erwarb er einen Bachelor of Science (Naturwissenschaften) an der Universität London. Anschließend setzte er sein Studium an der Universität Oxford fort und erwarb sich dort 1877 den Bachelor of Arts. Er interessierte sich für die Deutsche Sprache und begann Altenglisch und Philologie zu studieren. In Oxford nahm er an Vorlesungen des Professors John Earle (1824–1903) teil und wurde zu Ostern 1878 als Lektor der englischen Sprache nach Berlin berufen.
In Berlin setzte er sein Studium an der Friedrich-Wilhelms-Universität fort und hörte Vorlesungen bei Karl Müllenhoff, Wilhelm Scherer und Julius Zupitza. Im Jahr 1882 verfasste er zur Erlangung der philosophischen Doktorwürde seine Dissertation über die Werke des altenglischen Erzbischofs Wulfstan, die er Julius Zupitza widmete. Aufgrund dieser Arbeit und der Fürsprache Zupitzas wurde ihm an der Universität Göttingen der Titel eines außerordentlichen Professors verliehen und er unterrichtete dort Englisch. Anfang 1885 bewarb er sich um die Merton-Professur und wurde als erster Professor für englische Sprache und Literatur am Merton College angenommen. Seit 1886 lebte er mit seiner Familie in Headington und ließ ab 1890 das „Napier House“ errichten. 1890 erhielt er seinen Abschluss als Master of Arts.
Er war seit 1886 Mitglied der Philological Society und 1892 auch kurzzeitig deren Präsident. Seit 1903 war Napier Inhaber des Rawlinson-Lehrstuhls (Rawlinsonian Professor) für Angelsächsisch der Universität Oxford. Im Jahr 1904 wurde er zum Fellow der British Academy (FBA) gewählt, 1915 zum Mitglied der American Academy of Arts and Sciences. Er hatte den Lehrstuhl für Angelsächsisch als Fellow des Exeter Colleges bis zu seinem Tod 1916 inne, wobei dieser bis 1914 mit der Mertonprofessur gekoppelt war. Napier verfasste mehrere Beiträge für philologische Zeitschriften. Kenneth Sisam war für einige Zeit sein Assistent.

## Familie
Napier war mit Mary (geborene Ferrier) verheiratet, die ebenfalls aus Cheshire stammte. Mit ihr hatte er sechs Kinder.
- Albert Napier (* 1881 in Berlin)
- Herbert Napier (* 1884 in Göttingen)
- Oswald James Walter Napier (* 1886 in Göttingen, getauft am 1. Mai 1886 in der St. Andrew’s Church in Headington; † 9. Januar 1966)[8]
- Edmund Napier (* 1888)
- Harold Napier (* 1890)
- Hilda May Napier (* 1891)

Er hatte einen jüngeren Bruder, den Juristen Walter John Napier (10. Juli 1857–14. Februar 1945), der 1909 geadelt wurde. Dieser heiratete am 23. November 1889, Susanna (geborene Stoehr), eine Tochter von Emil Stoehr.

## Werke (Auswahl)
- Über die Werke des altenglischen Erzbischofs Wulfstan. Hof-Buchdruckerei, Weimar 1882 (archive.org – mit Lebenslauf bis 1882, Inaugural-Dissertation).
- History of the Holy Rood-tree: A Twelfth Century Version of the Cross Legend … Early English Text Society, K. Paul, Trench, Trübner& Co., limited, London 1894 (archive.org).
- A fragment of the Ancren Riwle. In: The Journal of Hcrmanic Pliilology. Band 2, Nr. 2, 1898, S. 199–202 (englisch, archive.org).
- On some Old English ghost-words. In: The Journal of Hcrmanic Pliilology. Band 2, Nr. 3, 1899, S. 359–362 (archive.org).
- A hitherto unnoticed Middle Englisb Manuscript of the Seven Sages. In: Publications of the Modern Language Association of America. Band. 14, Nro. 4, 1899, S. 459–464 (archive.org).

Als Herausgeber mit ergänzenden Erläuterungen versehen
- Wulfstan: Sammlung der ihm Zugeschriebenen Homilien nebst Untersuchungen über ihre Echtheit. Weidmann, Berlin 1883 (archive.org).
- Old English glosses, chiefly unpublished. Clarendon Press, Oxford 1900 (archive.org).